# Bor (Zuid-Soedan)
Bor is een stad in Zuid-Soedan en is de hoofdplaats van de staat Jonglei.
Bor telt naar schatting 21.000 inwoners.